# Lauríbar
El Lauribar (en euskera Lauribar) es un río de los Pirineos Atlánticos ubicado más precisamente en la región pirenáica de la Baja Navarra. Es un afluente en la margen derecha del Nive y, por tanto, un subafluente del Río Adur a través del Nive.

## Geografía
La longitud de su vía fluvial es de 28,1 km. Tiene su origen en Aussurucq, a una altitud de 892 metros, cerca del Col de Burdin Olatze y desemboca en el Nive, en el límite entre los municipios de San Juan Pie de Puerto e Ispoure, a una altitud de 152 metros.
En su parte superior, se llama Ilhunatzeko erreka.

## Localidades atravesadas
En el único departamento de Pirineos Atlánticos, el Lauribar atraviesa nueve municipios y tres cantones. De arriba abajo:
- Aussurucq (origen)
- Alcay-Alcabehety-Sunharette
- Mendive
- Lecumberry
- Ahaxe-Alciette-Bascassan
- Aincille
- Saint-Jean-le-Vieux
- San Juan Pie de Puerto
- Ispoure.

Ya sea en términos de cantones, el Lauríbar se origina en el cantón de Mauléon-Licharre, cruza el cantón de Tardets-Sorholus y se encuentra en el cantón de San Juan Pie de Puerto.

## Afluentes
El Lauríbar tiene doce arroyos o regatas afluentes que contribuyen con sus aguas por las dos márgenes, izquierda (I) y derecha (D) cuyas longitudes se indican:
- (CP) Ilhunatzeko erreka, del paso de Burdin Olatze
- (D) Arbaretcharbaretchéko erreka, 1,5 km
- (I) Eskalerako erreka, 3,4 km  blanda Inharxuri
- (D) Lekunbeko erreka o Lékiméko erreka, 1,8 km
- (I) Harraskako erreka, 2,3 km
- (I) Gahalarbeko erreka o Sorhotako erreka, 3,1 km
- (D) Oihartzeko erreka, 1,9 km
- (D) Urrutiko erreka, 1,8 km
- (I) Saindu Xiloko erreka, 2,4 km , del bosque de Saint-Sauveur
- (I) Curutchetako erreka, 1 km
- (I) Etcheberriko erreka, 1,9 km
- (D) Ezteneko erreka o Behorlegiko Ur Handia, 9,5 km, desde el Col de Landerre (1072 m)
- (I) Errekaldeko erreka du Gatarre
- (I) Urrutiko erreka de Bascassan
- (D) Harzubiko erreka, 13,3 km, de Ainhice-Mongelos